# Rotherham
Rotherham [ɹɒðəɹəm] ist eine Stadt in der Grafschaft (county) South Yorkshire, Mittelengland. Sie ist der Verwaltungssitz des Metropolitan Borough of Rotherham. In der Stadt lebten, Stand 2024, 71,535 Einwohner, im Metropolitan Borough of Rotherham, Stand 2021, 265.800 Menschen.

## Lage und Klima
Die Stadt Rotherham liegt zwischen Sheffield und Doncaster, nahe dem Zusammenfluss des Don mit dem Rother. Rotherham ist rund 10 km vom Stadtzentrum von Sheffield entfernt. Das Klima ist gemäßigt; Regen (ca. 850 mm/Jahr) fällt über das Jahr verteilt.

## Bevölkerung
| Jahr      | 2001   | 2011   | 2024   |
| Einwohner | 69.255 | 71.213 | 71.535 |

Das nur leichte Bevölkerungswachstum beruht im Wesentlichen auf dem Zuzug von Familien aus dem Umland sowie aus anderen Teilen des Commonwealth.

## Wirtschaft
In der Gegend wurde schon seit den Römern Eisen abgebaut, doch war es die Kohle, welche die industrielle Revolution nach Rotherham brachte und die Stadt zu einem industriellen Zentrum machte.
Wenig später wurde auch mit der Eisengewinnung begonnen, insbesondere durch die Familie Walker, die in Rotherham eine Art Eisen-Imperium aufbaute. Während des 18. Jahrhunderts wurden in den Walker-Fabriken hochwertige Kanonen, aber auch Brückenteile gefertigt. Zwischenzeitlich errichtete Joseph Foljambe eine Fabrik zur Produktion seines Rotherham Plough, des ersten kommerziell erfolgreichen eisernen Pflugs.
Eisen aus Rotherham war für seine hohe Qualität bekannt. Eisen und später auch Stahl waren bis in das 20. Jahrhundert hinein die Hauptindustriezweige Rotherhams. Das Stahlwerk Templeborough der Firma Steel, Peech and Tozer war zu seinen besten Zeiten über 1,6 km lang, beschäftigte 10.000 Arbeiter und betrieb sechs Lichtbogenöfen, die 1,8 Millionen Tonnen Stahl pro Jahr produzierten. Die Produktion wurde 1993 eingestellt.
Die ehemalige Industriestadt Rotherham hatte in den letzten Jahrzehnten einen Strukturwandel mit erhöhter Arbeitslosigkeit zu bewältigen.

### Verkehr
Am 31. Oktober 1831 wurden von der Sheffield and Rotherham Railway mit den Stationen Westgate und Holmes die ersten Bahnhöfe der Stadt eröffnet. Bedeutendster Bahnhof Rotherhams war Masborough, den die North Midland Railway 1840 in Betrieb nahm. 1988 wurde er geschlossen; stattdessen wurde die nahe, 1874 eröffnete und 1966 stillgelegte Station Rotherham Central, im Jahr 1987 reaktiviert.

## Geschichte
Zwar gab es bereits während der Eisenzeit und der Römer Siedlungen im Gebiet des heutigen Rotherham. Der Ort selbst wurde jedoch erst im frühen Mittelalter gegründet und entwickelte sich schnell zu einem wichtigen angelsächsischen Marktort, da er an einer Römerstraße lag.
In den 1480er Jahren veranlasste der in Rotherham geborene Erzbischof von York, Thomas Rotherham, den Bau eines Colleges (The College of Jesus), um ein Gegengewicht zu den Colleges von Cambridge und Oxford zu schaffen. Dieses College und eine moderne neue Pfarrkirche (All Saints) machten Rotherham zu einer lebhaften und modernen Stadt am Ende des 15. Jahrhunderts. Unter der Herrschaft von König Eduard VI. wurde das College jedoch geschlossen, seine Güter wurden der Krone zugeschlagen. Bis zum Ende des 16. Jahrhunderts war Rotherham von einer modernen Collegestadt heruntergekommen zu einem Ort andauernden Spiels und Lasters.

## Bauwerke
Trotz seiner Geschichte ist Rotherham arm an historischen Bauwerken. Das einzige Fachwerkhaus aus der Zeit des 16. Jahrhunderts ist der mehrfach umgebaute Three Cranes Pub. Die meisten Gebäude im Zentrum wurden im Laufe des 20. Jahrhunderts abgerissen und neu erbaut.
Zum Stadtzentrum gehört aber eine der nur vier Brückenkapellen Englands: Die im 15. Jahrhundert erbaute Chapel of Our Lady of Rotherham Bridge (oder Chapel on the Bridge) auf der Chantry-Brücke. Die Kapelle wurde 1923 restauriert, nachdem sie lange Zeit als Tabakladen gedient hatte.
Weitere Sehenswürdigkeiten sind die im 15. Jahrhundert errichtete Pfarrkirche All Saints und das aus dem 18. Jahrhundert stammende Clifton House, in dem sich heute das Clifton Park Museum befindet.

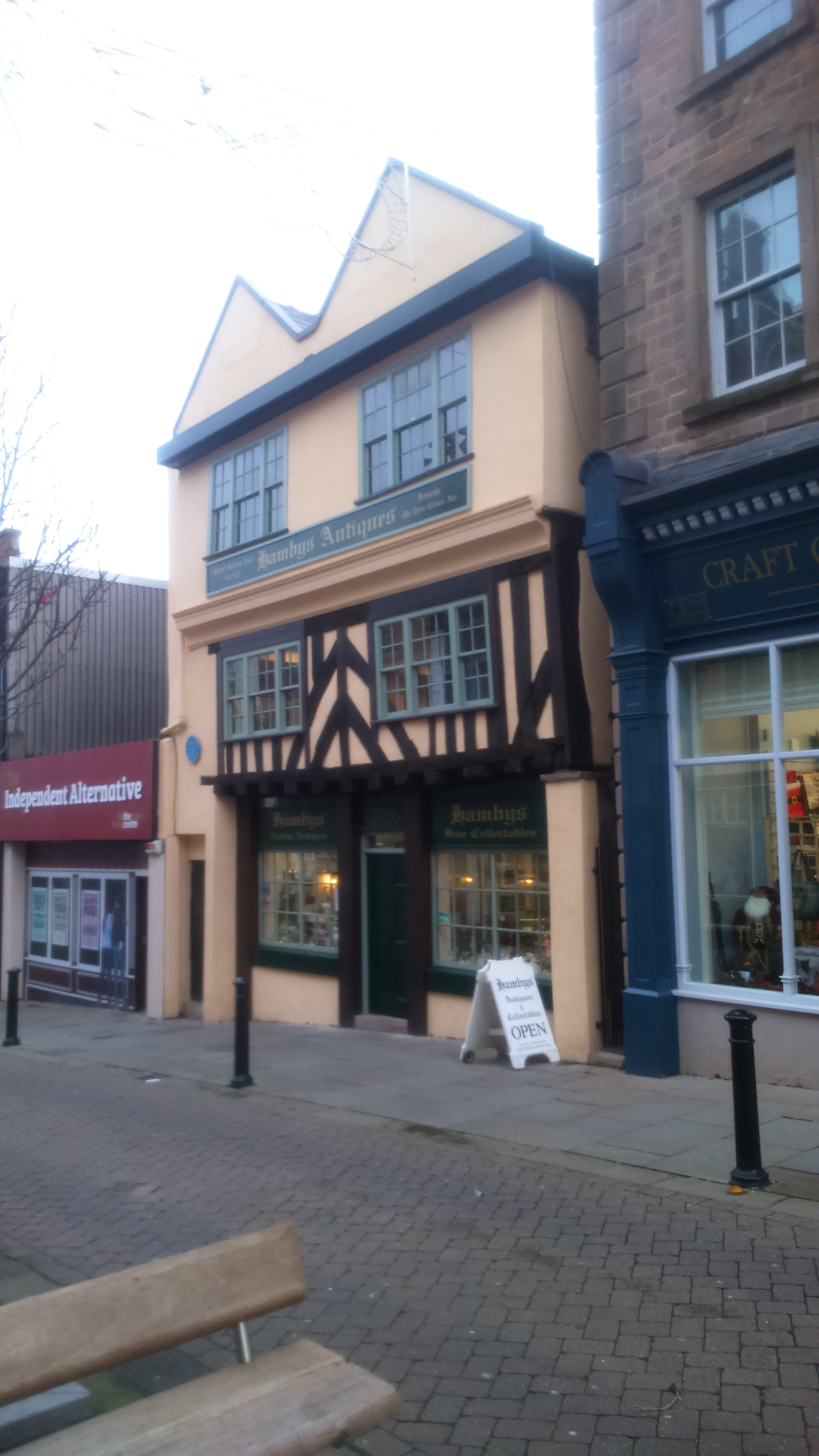
Three Cranes Pub
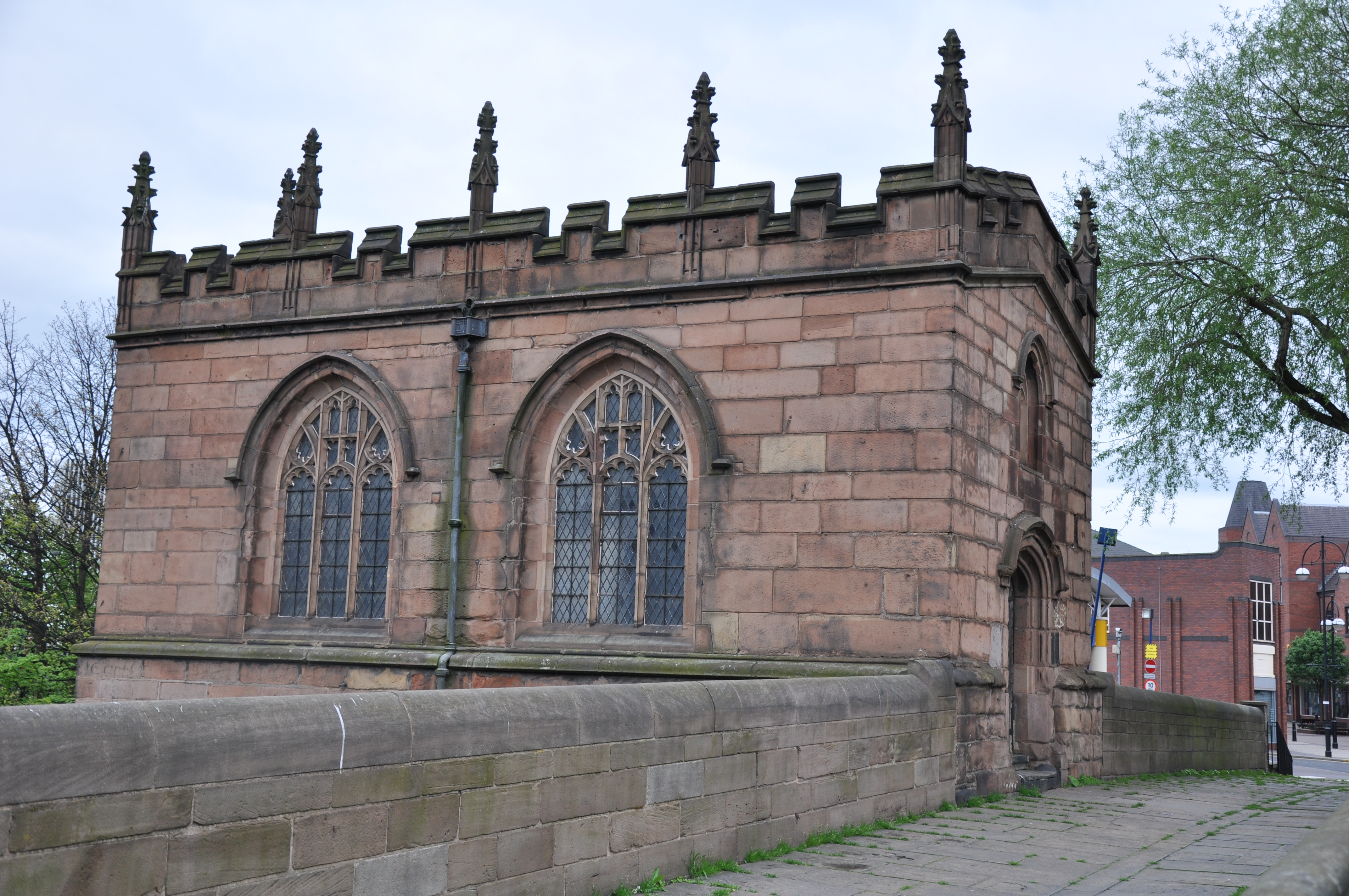
Brückenkapelle
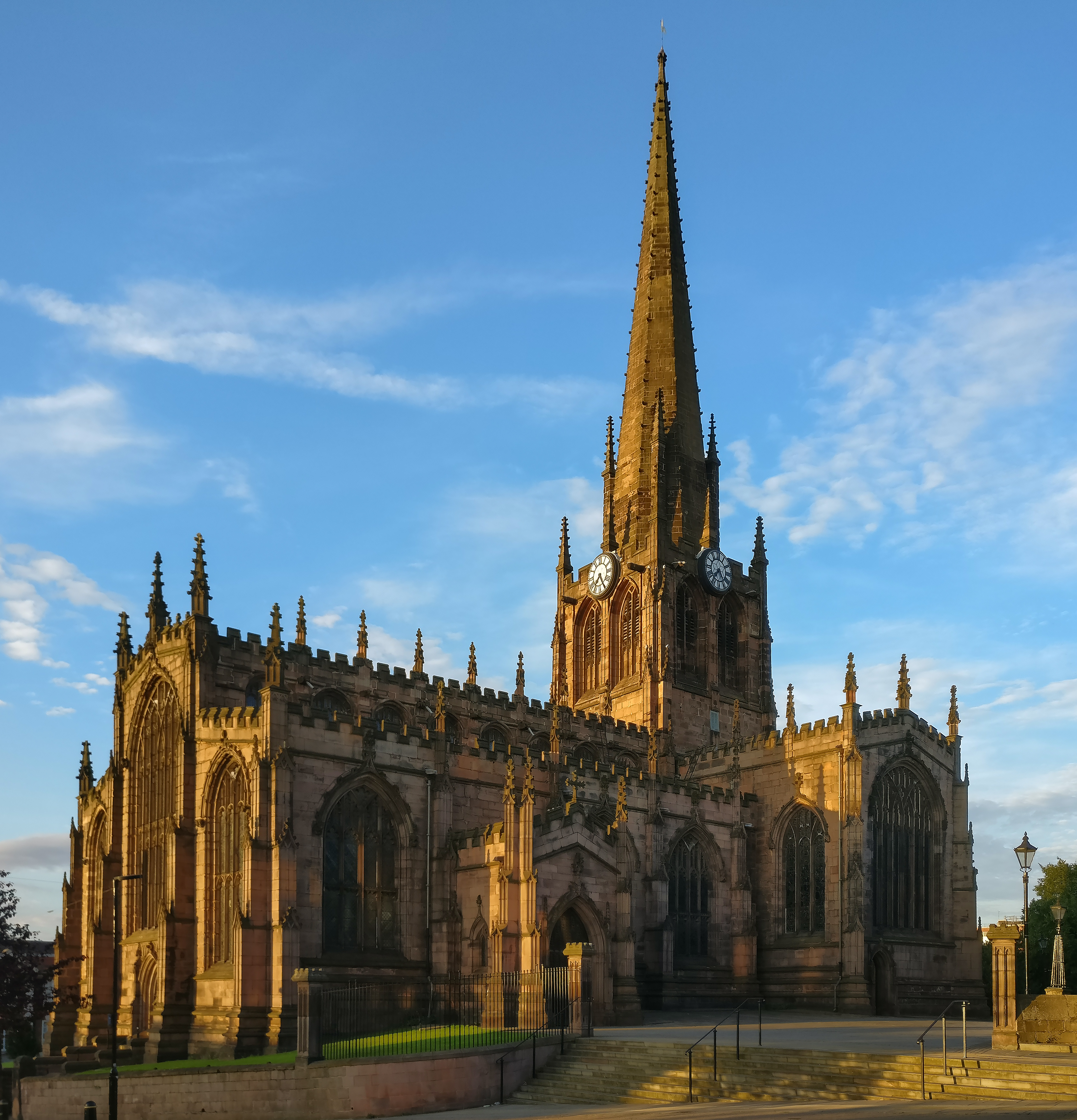
Pfarrkirche All Saints
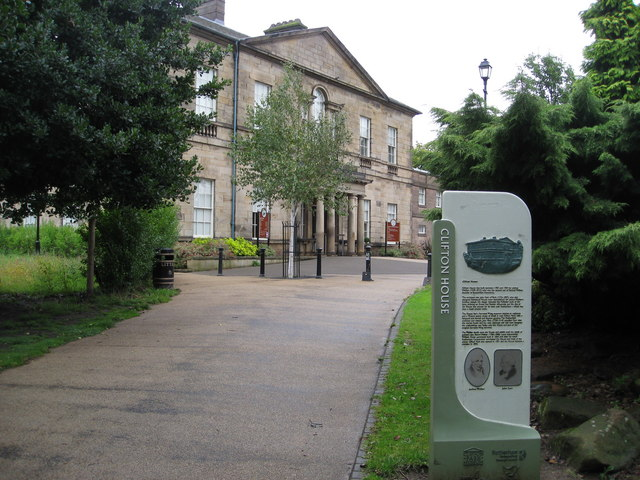
Clifton House
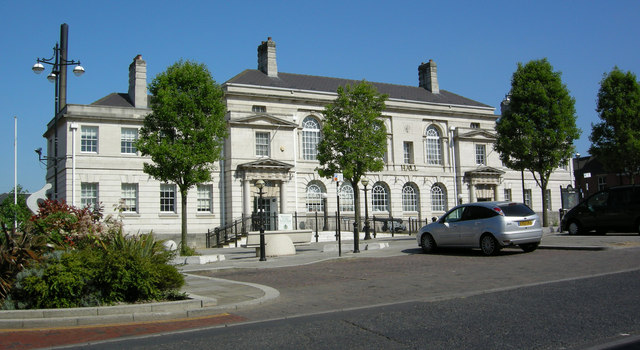
Rathaus (town Hall)

## Missbrauchsskandal ab 1997
Im August 2014 enthüllte ein Untersuchungsbericht den Missbrauchsskandal von Rotherham. Die Professorin Alexis Jay belegte, dass in Rotherham von 1997 bis 2013 bis zu 1400 Kinder und Jugendliche Opfer sexueller Gewalt geworden sind. Unter den Opfern befanden sich auch elfjährige Mädchen, welche von mehreren Tätern zum Teil mit Alkohol und Drogen gefügig gemacht, geschlagen, eingeschüchtert und vergewaltigt wurden. Obwohl es bereits von 2002 bis 2006 mehrfach Berichte über die massenhafte sexuelle Gewalt gegeben hatte, handelten die Behörden nicht. „Von Beginn an habe es Hinweise darauf gegeben, dass sexuelle Ausbeutung von Kindern in Rotherham sich zu einem zunehmenden Problem entwickelte. Mehr als ein Drittel der Opfer seien den Jugendschutzbehörden bekannt gewesen.“ Der Bericht wirft den Behörden ein eklatantes und kollektives Versagen vor. Er dokumentierte, dass die Stadtverwaltung, die Polizei und Sozialarbeiter nicht einschritten, weil sie fürchteten, als „rassistisch“ bezeichnet zu werden. Bei den Tätern handelte es sich um Männer pakistanischer Herkunft. Die Veröffentlichung des Untersuchungsberichts führte zum Rücktritt des Vorsitzenden des Stadtrats von Rotherham, Roger Stone. Anfang Februar 2015 bestätigte eine Sondergesandte der Regierung, Louise Casey, die Ergebnisse des Untersuchungsberichts und bescheinigte der gesamten Stadtführung Versagen. In der Folge trat der Stadtrat geschlossen zurück, die Verwaltung wurde an kommissarische Vertreter aus London übergeben. Im Dezember 2015 begann der Prozess gegen die ersten acht, die der Vergewaltigung angeklagt sind. Bereits im Jahre 2010 war eine fünfköpfige Bande von Sexualstraftätern pakistanischer Herkunft zu langen Haftstrafen verurteilt worden. Bis zum November 2017 wurden weitere 22 Männer pakistanischer Herkunft zu Haftstrafen zwischen 5 und 35 Jahren wegen Vergewaltigung und sexuellen Missbrauchs von Kindern verurteilt.

## Söhne und Töchter der Stadt
Aus Rotherham stammen die Musiker Dougie Brown, Paul Shane und die Chuckle Brothers, der Politiker William Hague, der Fernsehmoderator und Daily Telegraph-Kolummnist James May sowie der frühere Torhüter der englischen Nationalmannschaft, David Seaman. Außerdem beheimatet sie den Snookerspieler Shaun Murphy sowie den englischen FIFA-Schiedsrichter Howard Webb. Weitere Persönlichkeiten, die hier geboren sind:
- Thomas Rotherham (1423–1500), spätmittelalterlicher Geistlicher und Staatsmann
- Josiah Gilbert (1814–1892), Maler, Zeichner, Forschungsreisender und Kunstschriftsteller
- Thomas William Burgess (1872–1950), Schwimmer
- Willie Bryant (1874–1918), Fußballspieler
- Jack Ackroyd (1895–1967), Fußballspieler
- Sir Harry Godwin (1901–1985), Botaniker
- Jack Lambert (1902–1940), Fußballspieler
- Arnold Mitchell (1929–2014), Fußballspieler
- Cyril Bunclark (1931–2018), Fußballspieler
- Lynne Perrie (1931–2006), Schauspielerin
- Geoff Lees (1933–2019), Fußballspieler
- Phil Archer (* 1952), Fußballspieler
- Ian Snodin (* 1963), Fußballspieler
- Steven Howdle (* 1964), britischer Chemiker
- Ian Wood (* 1964), kanadisch-deutscher Eishockeytorwart
- Robert Coull (* 1966), Radrennfahrer
- Justine Greening (* 1969), Politikerin der Conservative Party
- Howard Webb (* 1971), Fußballschiedsrichter
- Christopher Rawlinson (* 1972), Hürdenläufer
- Dean Downing (* 1975), Bahn- und Straßenradrennfahrer
- Christopher Wolstenholme (* 1978), Bassist der Rockband Muse
- Liz White (* 1979), Schauspielerin
- David Artell (* 1980), englisch-gibraltarischer Fußballspieler
- Ben Swift (* 1987), Radsportler
- Ben Bowns (* 1991), Eishockeytorwart
- Ashley Carty (* 1995), Snookerspieler

## Sport
Rotherham beheimatet, den in der Football League Championship im New York Stadium spielenden Verein, Rotherham United (The Millers) und die im Rugby Union zweitklassig spielenden Rotherham Titans. Rotherham war Spielort der Fußball-Europameisterschaft der Frauen 2022, darunter ein Viertelfinale.